# Чжан Цзе (писательница)
Чжан Цзе (27 апреля 1937, Пекин — 21 января 2022, США) — китайская писательница.

## Биография
Родилась 27 апреля 1937 года в Пекине. Её отец был редактором крупного издательства в Гонконге. В 1957 году в период кампании борьбы с «правыми», он был отправлен на 20 лет на трудовое перевоспитание. Её мать, маньчжурка княжеского рода, была сиротой и до оккупации Китая Японией работала учительницей младших классов. Чжан Цзе взяла её фамилию, так как отец рано ушел из семьи. В период антияпонской войны они с матерью бежали в г. Гуйлинь, потом в провинцию Шаньси, где прожили до 1949 года, а затем поселились в провинции Хэнань.
Интерес к литературе и искусству проявился у Чжан Цзе ещё в школе. Она с детства читала классическую «Книгу песен» («Шицзин») и поэзию эпохи Тан и Сун, но ещё больший интерес испытывала к западной литературе, зачитываясь произведениями русских писателей — Толстого, Достоевского, Чехова, Бунина, но особенно любила американского писателя Марка Твена. В возрасте 18 лет она поступила в престижный Китайский народный университет. Несмотря на любовь к литературе, она выбрала факультет экономики и управления. Во время учёбы в университете более всего увлеклась китайской и иностранной литературой. В 1960 году окончила факультет планирования и статистики, и почти 20 лет проработала на производстве. С юности она, однако, мечтала о литературном творчестве.
О литературном даровании её впервые заговорили в 1978 году после публикации рассказа о «шрамах» «культурной революции» «Цун сэньлиньли лай ды хайцзы» («Дитя, пришедшее из леса»), в том же году получившем Всекитайскую премию за лучший рассказ. За ним последовали рассказы «Ю игэ циннянь» («Есть один юноша», 1978), «Шуй шэнхо ды гэн мэйхао?» («Чья жизнь лучше?», 1979) и «Ай, ши бу нэн ванцзи ды» («Любовь, тебя не забыть», 1979). Последний принято считать прологом к становлению современной китайской «женской» литературы с её пристальным вниманием к положению, роли и поиску самоидентичности женщины в традиционном и современном китайском обществе. Открыто заговорив о любви как высшем идеале счастья женщины, Чжан Цзе первой шагнула на территорию «запретных тем», вызвав бурю дискуссий в литературных кругах. Более глубокий и менее романтизированный анализ личных, семейных и социальных проблем китайской женщины нашёл выражение в повестях 1981 года «Цзумулюй» («Изумруд») и «Фанчжоу» («Ковчег»).
Не меньший резонанс вызвал роман на тему «четырех модернизаций» «Чэньчжун ды чибан» («Тяжелые крылья»). Он является первым произведением литературы о реформах Китая. Впервые роман был опубликован в 1981 году в журнале «Шиюэ», затем в переработанном виде вышел отдельной книгой. В 1985 году роман получил в Китае литературную премию им. Мао Дуня, был переведен на немецкий язык и отмечен литературной премией ФРГ, в 1989 году вышел в СССР на русском языке. В иностранной печати «Тяжелые крылья» назвали первым китайским политическим романом, поскольку его проблематика выходила за рамки чисто экономических преобразований и затрагивала проблемы идеологии и политики: сюжет и основной конфликт противостояния реформаторов и консерваторов разворачивались в одном из министерств Госсовета КНР, и даже в переработанном виде финал оставался «открытым». Роман получил большой обществ, резонанс, но больше к «литературе реформ» Чжан Цзе не возвращалась.
В своих последующих повестях и рассказах — «Тяоцзянь шан вэй чэншу» («Не созрел», 1983)，"Та ю шэмма бин?" («Чем он болен?», 1986), «Цзяо ды саодун» («Ногам покоя нет», 1989), «Цзуй хоу ды гаоду» («Последняя высота», 1989)，"Кэ сяньшэн ды байтянь хэ евань" («Дни и ночи г-на К.», 1991) — она сосредоточилась на болезнях современного общества, проблемах ценности человеческой жизни, предназначения человека, его одиночества и смерти. В начале нового тысячелетия Чжан Цзе завершила десятилетнюю работу над романом-эпопеей в трех частях «У цзы» («Без слов»), в котором представлена столетняя история судеб четырёх поколений женщин одной семьи. В 2002 году за этот роман она была удостоена литературной премии имени Лао Шэ, а в 2004 году — Всекитайской премии им. Мао Дуня.
Вступила в Союз китайских писателей в 1979 году. Занимала должность заместителя председателя Пекинского городского отделения СКП. Неоднократно становилась лауреатом национальных и международных литературных премий. В феврале 1992 года была избрана почетным академиком Американской академии литературы. Её произведения переведены более чем на 10 иностранных языков, включая русский.
Умерла 21 января 2022 года в США.

## Избранные произведения
- 1978 — Ребёнок, пришедший из леса (рассказ)
- 1979 — Есть такой молодой человек (рассказ)
- 1979 — Любовь невозможно забыть (рассказ)
- конец 1970-х — рассказы «Кому живется лучше»（谁生活得更美好), «Стыдливая трава»（含羞草), «Беспартийная толпа»（非党群众), «Покаяние» (忏悔)
- 1980 — «Незаконченный список» (未了录) (повесть)
- 1981 — «Тяжелые крылья» (沉重的翅膀) (роман)
- первая половина 1980-х — повести «Время ещё не пришло» (条件尚未成熟), «Габаритные огни» (尾灯), «Нанизанные строки» (串行儿), эссе «На той земле, покрытой зелёной травой» (在那绿草地上)
- 1981 — «Боснийская цветочная ваза» (波希米亚花瓶) (рассказ)
- 1984 — «Изумруд» (祖母绿) (повесть)
- середина 1980-х — «Головоломка» (七巧板) (повесть)
- 1986 — «Чем он болен?» (他有什么病) (повесть)
- 1986-87 — рассказы «Через дорогу» (横过马路), «Наживка»
- 1989 — «Есть только одно солнце» (只有一个太阳) (роман)
- конец 1980-х — начало 1990-х — повести «Дни» (日子), «Раздражение» (上火), «Красные грибы» (红蘑菇), «Она курит сигареты с ментолом» (她吸的是带薄荷味的烟)
- 1994 — «Ушла та, кто любила меня больше всего на свете» (世界上最疼我的，那个人去了)
- 1990-е — «Прелесть сна превращается в ничто» (梦当好处成无有) (повесть)
- 1998—2001 — роман «Без слов» (无字)
- 2005 — роман «Знаю, что существует» （知在）

## Переводы на русском языке
- Не созрел… / Пер. И. Лисевича // Современная новелла Китая. — М.: Радуга, 1988. — С. 448—468;
- Тяжелые крылья / Пер. В. Семанова. — М., 1989;
- Последняя высота / пер. И.Семененко // Взлетающий феникс. Современная китайская проза / Сост. Н. В. Захарова, В. И. Семанов. — М.: Изд-во МГУ, 1995;
- Она курит сигареты с ментолом (повесть) / Пер. С. Никольской // Китайские метаморфозы: современная китайская художественная проза и эссеистика. — М., 2007;
- Наживка / Пер. Н. Демидо // Китайские метаморфозы: современная китайская художественная проза и эссеистика. — М., 2007;
- Если бы она могла говорить / Пер. А. Дмитриевой // Китайские метаморфозы: современная китайская художественная проза и эссеистика. — М., 2007;
- В дождь / Пер. Ли Чжи //Месяц туманов. Антология современной китайской прозы. — СПб.: Триада, 2007.
- Плот / Пер. с кит. К. В. Мажуриной. — М.: Восток-Запад, 2007. — 256 с.